# Sigmund Hieronymus Castner
Sigmund Hieronymus Castner (* 2. Februar 1835 in Weidensees; † 4. Dezember 1919 in Nürnberg) war ein deutscher Jurist und Verwaltungsbeamter.

## Leben
Als Sohn eines Revierförsters geboren, studiert Castner Rechtswissenschaften in Erlangen, Jena und München. Während seines Studiums wurde er 1854 Mitglied der Burschenschaft Germania Erlangen. Nach Examen 1858 und seiner juristischen Ausbildung, mit Stationen als Rechtspraktikant am Landgericht sowie am Bezirksgericht Eichstätt, ging er 1862 ans Landgericht Oettingen und wurde dann Concipient bei einem Nürnberger Advokaten. Von 1863 bis 1865 war er Rechtskundiger Bürgermeister von Roth bei Nürnberg, dann bis 1868 rechtskundiger städtischer Polizei-Aktuar in Augsburg und bis 1872 Bezirksamtsassessor in Münchberg. 1872 bis 1883 war er Bezirksamtsassessor in Kitzingen und wurde dann bis 1898 Bezirksamtmann im Bezirksamt Neustadt an der Waldnaab. 1897 wurde er Regierungsrat und ging 1898 aus Gesundheitsgründen in den Ruhestand.